# Gosei 2025
Il Gosei 2025 è la cinquantesima edizione del torneo goistico giapponese Gosei.
Il torneo si divide in tre fasi: nella fase preliminare si determinano i goisti che possono partecipare al torneo di determinazione dello sfidante. Il torneo di determinazione dello sfidante è a eliminazione diretta su quattro turni. Lo sfidante affronta il detentore del titolo, Yūta Iyama, nella finale, al meglio dei cinque incontri.

## Svolgimento
- B indica vittoria col bianco
- N indica vittoria col nero
- X indica la sconfitta
- +R indica che la partita si è conclusa per abbandono
- +N indica lo scarto dei punti a fine partita
- +F indica la vittoria per forfeit
- +T indica la vittoria per timeout
- +? indica una vittoria con scarto sconosciuto
- V indica una vittoria in cui non si conosce scarto e colore del giocatore

### Fase preliminare
La fase preliminare serve a determinare chi accede al torneo per la selezione dello sfidante. Consiste in un torneo preliminare, con i partecipanti divisi in gruppi da quattro a eliminazione diretta, i cui vincitori sono qualificati al torneo per la determinazione dello sfidante.

### Determinazione dello sfidante
|  | Primo turno       | Primo turno |  |  | Secondo turno    | Secondo turno |              |                  | Terzo turno | Terzo turno |  |  | Semifinale | Semifinale |  |  | Finale | Finale |
|  |                   |             |  |  |                  |               |              |                  |             |             |  |  |            |            |  |  |        |        |
|  |                   |             |  |  |                  |               |              |                  |             |             |  |  |            |            |  |  |        |        |
|  |                   |             |  |  | Shibano Toramaru | N+R           |              |                  |             |             |  |  |            |            |  |  |        |        |
|  | Ohashi Naruya     |             |  |  | Yuki Satoshi     |               |              |                  |             |             |  |  |            |            |  |  |        |        |
|  | Yuki Satoshi      | N+R         |  |  |                  |               |              | Shibano Toramaru | +F          |             |  |  |            |            |  |  |        |        |
|  | Ri Ishu           |             |  |  | Murakawa Daisuke |               |              |                  |             |             |  |  |            |            |  |  |        |        |
|  | Murakawa Daisuke  | N+R         |  |  | Murakawa Daisuke | B+R           |              |                  |             |             |  |  |            |            |  |  |        |        |
|  | Hirata Tomoya     | B+R         |  |  | Hirata Tomoya    |               |              |                  |             |             |  |  |            |            |  |  |        |        |
|  | Ko Iso            |             |  |  |                  |               |              | Shibano Toramaru | N+R         |             |  |  |            |            |  |  |        |        |
|  | Komatsu Hideki    |             |  |  | Rin Kanketsu     |               |              |                  |             |             |  |  |            |            |  |  |        |        |
|  | Rin Kanketsu      | N+R         |  |  | Rin Kanketsu     | B+R           |              |                  |             |             |  |  |            |            |  |  |        |        |
|  | Sakai Yuki        | N+R         |  |  | Sakai Yuki       |               |              |                  |             |             |  |  |            |            |  |  |        |        |
|  | Fujita Akihiko    |             |  |  |                  |               | Rin Kanketsu | N+0,5            |             |             |  |  |            |            |  |  |        |        |
|  | Taniguchi Toru    | N+R         |  |  | Koike Yoshihiro  |               |              |                  |             |             |  |  |            |            |  |  |        |        |
|  | Kono Rin          |             |  |  | Taniguchi Toru   |               |              |                  |             |             |  |  |            |            |  |  |        |        |
|  | Koike Yoshihiro   | N+R         |  |  | Koike Yoshihiro  | B+0,5         |              |                  |             |             |  |  |            |            |  |  |        |        |
|  | Sada Atsushi      |             |  |  |                  |               |              | Shibano Toramaru | B+R         |             |  |  |            |            |  |  |        |        |
|  |                   |             |  |  | Otake Yu         |               |              |                  |             |             |  |  |            |            |  |  |        |        |
|  |                   |             |  |  | Ichiriki Ryo     | N+R           |              |                  |             |             |  |  |            |            |  |  |        |        |
|  | Shida Tatsuya     |             |  |  | Yu Zhengqi       |               |              |                  |             |             |  |  |            |            |  |  |        |        |
|  | Yu Zhengqi        | B+2,5       |  |  |                  |               | Ichiriki Ryo | N+R              |             |             |  |  |            |            |  |  |        |        |
|  | Seki Kotaro       | B+R         |  |  | Seki Kotaro      |               |              |                  |             |             |  |  |            |            |  |  |        |        |
|  | Motoki Katsuya    |             |  |  | Seki Kotaro      | B+10,5        |              |                  |             |             |  |  |            |            |  |  |        |        |
|  | Fukuoka Kotaro    |             |  |  | Hara Masakazu    |               |              |                  |             |             |  |  |            |            |  |  |        |        |
|  | Hara Masakazu     | N+R         |  |  |                  |               | Ichiriki Ryo |                  |             |             |  |  |            |            |  |  |        |        |
|  | Otake Yu          | B+R         |  |  | Otake Yu         | B+R           |              |                  |             |             |  |  |            |            |  |  |        |        |
|  | Mutsuura Yuta     |             |  |  | Otake Yu         | B+6,5         |              |                  |             |             |  |  |            |            |  |  |        |        |
|  | Yamashiro Hiroshi |             |  |  | Mitani Tetsuya   |               |              |                  |             |             |  |  |            |            |  |  |        |        |
|  | Mitani Tetsuya    | N+R         |  |  |                  |               | Otake Yu     | B+R              |             |             |  |  |            |            |  |  |        |        |
|  | Ryu Shikun        |             |  |  | Adachi Toshimasa |               |              |                  |             |             |  |  |            |            |  |  |        |        |
|  | Kyo Kagen         | N+11,5      |  |  | Kyo Kagen        |               |              |                  |             |             |  |  |            |            |  |  |        |        |
|  |                   |             |  |  | Adachi Toshimasa | B+R           |              |                  |             |             |  |  |            |            |  |  |        |        |
|  |                   |             |  |  |                  |               |              |                  |             |             |  |  |            |            |  |  |        |        |

### Finale
La finale è una sfida al meglio delle cinque partite, il detentore Iyama Yuta affronta lo sfidante Shibano Toramaru, scelto tramite il processo di qualificazione.